# 林世燾

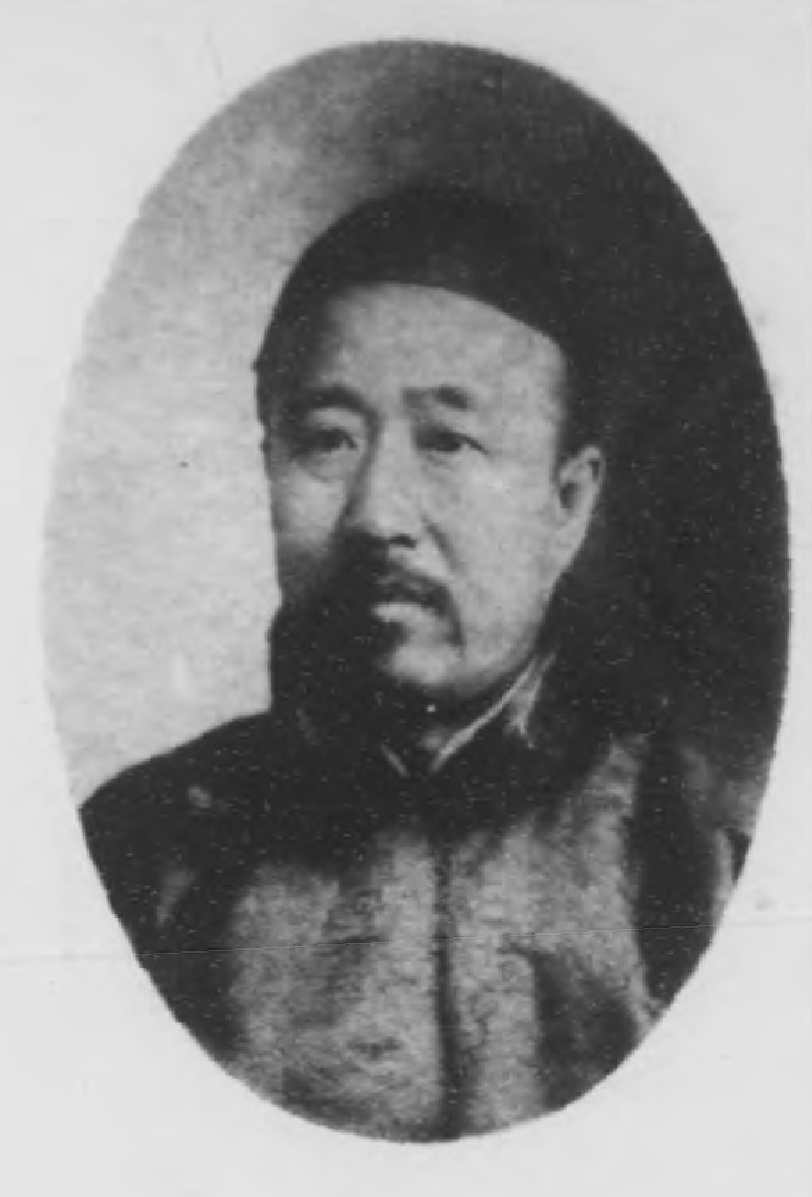

林世燾 (1865年—?)，字昭彦，號次煌，广西平樂府贺县人，光緒十七年辛卯科举人，三十年（1904年）末科进士，殿試高居第二甲第二名，選庶吉士，未散館，以办学务授编修。民國初年，任北洋政府临时参议会议员。為张之洞侄婿。工書法。